# Kim In-sook
Dans ce nom coréen, le nom de famille, Kim, précède le nom personnel.
Pour les articles homonymes, voir Kim.
Kim In-suk ou Kim In-sook (en coréen : 김인숙) est une écrivaine sud-coréenne née en 1963.

## Biographie
Kim In-suk est née en 1963, faisant partie de la "génération 386" en Corée  -- génération de ceux qui sont nés dans les années 1960, ont fait leurs études universitaires dans les années 1980, et ont franchi la trentaine dans les années 1990, à l'époque où l'usage du PC version 386 est adopté justement par cette génération. Elle fait partie, avec Kyung-sook Shin et Gong Ji-young, des principaux auteurs de la nouvelle génération coréenne. Elle a commencé tôt sa carrière d'écrivaine, en faisant ses premiers pas dans la littérature dès son entrée à l'université, à l'âge de 20 ans (période où elle remporte le prix littéraire Chosun Ilbo). Elle a ainsi remporté les trois principaux prix littéraires en Corée, le prix Yi Sang, le prix Dong-in et le prix Daesan et compte plus de 30 livres publiés sous son nom. Elle a aussi vécu avec sa fille en Chine dans les années 2000 à Dalian, avant de revenir s'installer en Corée. 

## Œuvre
De manière peu habituelle, son œuvre se concentre sur la vie des expatriés coréens. Son livre La longue route (Meon gil), qui a remporté le prix Hankuk Ilbo l'année de sa publication, est une des seules œuvres d'expatrié coréen qui ait été traduite en langue étrangère. Ce roman a pour trame ses années d'expatriée en Australie dans les années 1990. En 2003, elle remporte le prix Yi Sang pour sa nouvelle Océan et papillon (Bada-wa nabi) et remporte en 2010 le prix littéraire Dong-in pour Au revoir Élena(Annyeong Elena). La publication de son dernier roman Pourrais-tu devenir fou de cette vie? (Michilsu itgenni, i salme) a été interrompue à sa demande : l'histoire met en scène notamment un tsunami ainsi qu'un tremblement de terre, et elle a estimé qu'il serait inapproprié de publier le roman après les tremblements de terre et le tsunami au Japon.